# Jelena Baranova
Jelena Viktorovna Baranova (Russisch: Елена Викторовна Баранова) (Froenze, 28 januari 1972) is een voormalig Russische basketbalspeelster, die speelde voor het nationale team van de Sovjet-Unie en het Gezamenlijk team en voor Rusland. Ze werd Meester in de sport van de Sovjet Unie in 1992.

## Carrière
Baranova begon haar carrière bij Stroitel Froenze in 1988. Na één jaar verhuisde ze naar Dinamo Moskou. In 1992 maakte ze de overstap naar Elitzur Holon in Israël. In 1994 stapte Baranova over naar CSKA Moskou in Rusland. Daar werd ze drie keer Landskampioen van Rusland in 1995, 1996 en 1997. Ook won ze met CSKA de Ronchetti Cup in 1997 door in de finale over twee wedstrijden te winnen van Cariparma Parma uit Italië met een totaalscore van 131-125. In 1999 ging Baranova spelen voor Fenerbahçe in Turkije. In 2000 tekende ze een contract bij CUS Chieti in Italië. In 2001 keerde Baranova terug naar Rusland om te spelen voor UMMC Jekaterinenburg. Met UMMC werd ze twee keer Landskampioen van Rusland in 2002 en 2003. Ook won ze met UMMC de EuroLeague Women in 2003. Ze wonnen van USV Olympic uit Frankrijk met 82-80. Aan het begin van het seizoen 2003/04 keerde Baranova terug naar Dinamo Moskou. In 2006 ging Baranova naar Tsjevakata Vologda, om na een jaar te vertrekken naar Ros Casares Valencia in Spanje. Na een jaar keerde ze terug naar Rusland om nog te spelen voor UMMC Jekaterinenburg, Nadezjda Orenburg en Tsjevakata Vologda. Met UMMC won ze de dubbel in 2009 en met Nadezjda verloor ze de finale om de EuroCup Women in 2010. In 2012 sloot ze haar carrière af bij Tsjevakata.
Baranova speelde ook in de WNBA bij de Utah Starzz, Miami Sol en New York Liberty.
In 1992 speelde Baranova voor het Gezamenlijk team op de Olympische Spelen. Ze won de gouden medaille. Met het nationale team van Rusland won ze op de Olympische Spelen in 2004 brons en op het Wereldkampioenschap zilver in 1998 en 2002. Ook won ze brons in 1995 en 1999, zilver in 2001 en goud in 2003 op de Europese Kampioenschappen.

## Privé
Haar vader is Viktor Petrakov die ook basketbalspeler was en die uitkwam voor het nationale team van de Sovjet-Unie. Haar zus is Anna Petrakova die ook basketbalspeler van het nationale team van Rusland was. Ze is getrouwd en heeft twee kinderen.

## Erelijst
- Landskampioen Rusland: 6
  - Winnaar: 1995, 1996, 1997, 2002, 2003, 2009
  - Tweede: 1998, 2005
  - Derde: 2010, 2011
- Bekerwinnaar Rusland: 1
  - Winnaar: 2009
  - Runner-up: 2011
- EuroLeague Women: 1
  - Winnaar: 2003
- EuroCup Women:
  - Runner-up: 2010
- Ronchetti Cup: 1
  - Winnaar: 1997
- Olympische Spelen: 1
  - Goud: 1992
  - Brons: 2004
- Wereldkampioenschap:
  - Zilver: 1998, 2002
- Europees kampioenschap: 1
  - Goud: 2003
  - Zilver: 2001
  - Brons: 1995, 1999